# Лисак Андрій Васильович
Андрі́й Васи́льович Лисак — солдат Збройних сил України, учасник російсько-української війни.

## З життєпису
З дружиною виховують доньку 2012 р. н. Брав участь у боях за Донецький аеропорт у складі 95-ї бригади, по кілька разів на день возив різноманітні продукти захисникам, вивозив поранених.

## Нагороди
За особисту мужність, сумлінне та бездоганне служіння Українському народові, зразкове виконання військового обов'язку відзначений — нагороджений
- 10 жовтня 2015 року — орденом «За мужність» III ступеня.